# Castello reale di Cogne
Il Castello reale di Cogne si trova al centro del borgo di Cogne, in Valle d'Aosta, a fianco della chiesa di Sant'Orso. Si tratta di un'antica residenza reale riconosciuta monumento nazionale italiano. Ristrutturato, è di proprietà di privati e non è visitabile.

## Architettura

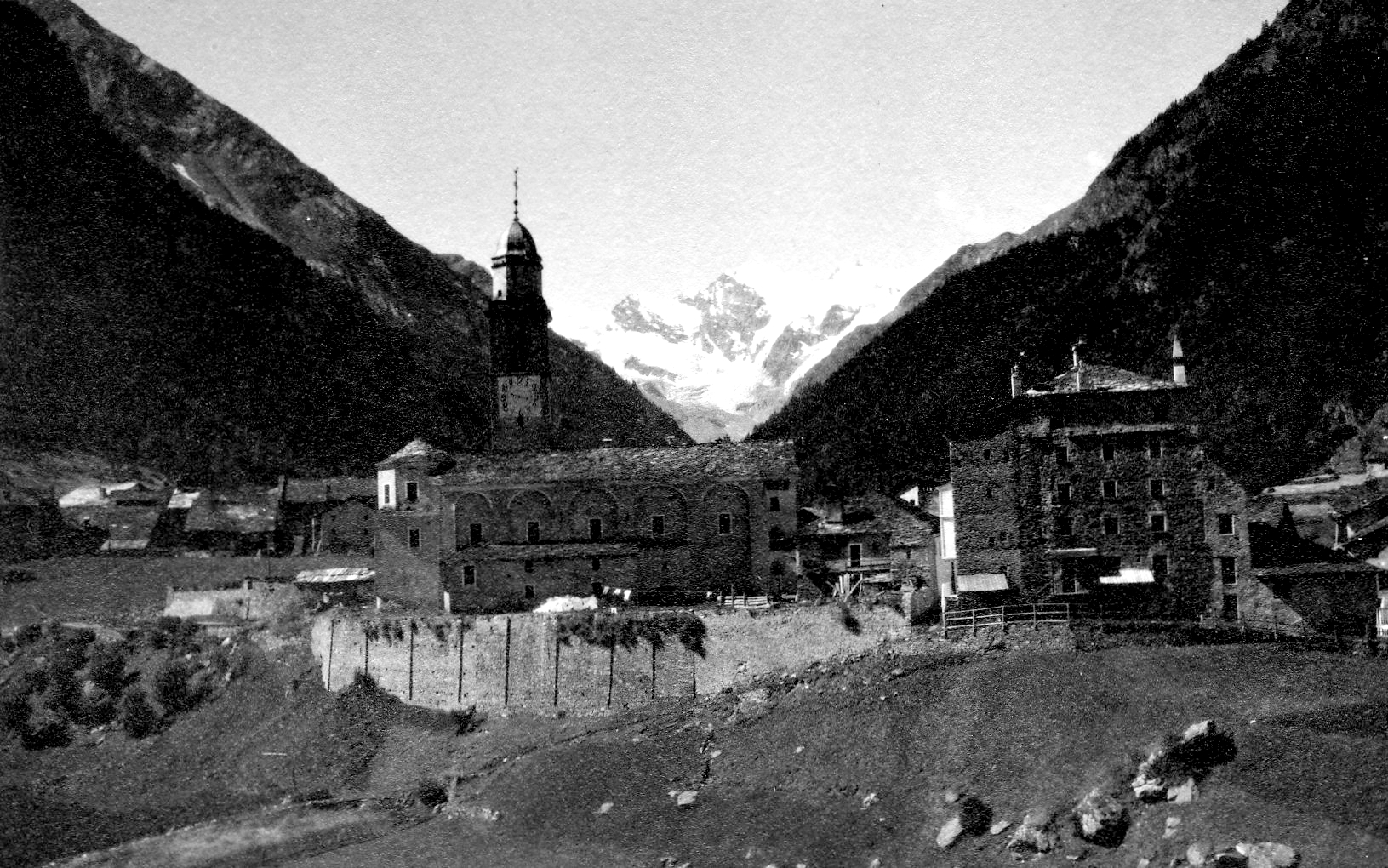
Immagine di Cogne nel 1915. A sinistra è visibile la parrocchiale, mentre l'edificio a destra era la residenza reale di Vittorio Emanuele II durante le sue permanenze in paese nei periodi di caccia.

Il castello reale di Cogne ha subito vari rimaneggiamenti nel corso dei secoli.
Si presenta come un tozzo edificio di cinque piani a base quadrangolare, che rivela il passato di casa-torre medievale.

## Storia
Nel 1191 il conte di Savoia, Aosta e Moriana Tommaso I concede al vescovo di Aosta di costruirsi un castello a Cogne, di cui è signore spirituale e temporale: 
 Il castello è probabilmente terminato nel 1202, quando viene inaugurata la chiesa parrocchiale, ma le prime notizie certe della sua esistenza risalgono ad una carta de 1245 in cui si parla della «turris domini episcopî». Durante il Medioevo il castellano del vescovo amministra la contea di Cogne e risiede nella torre. In seguito, il castello ospita anche una guarnigione. Nel Quattrocento è qui che si amministra la politica locale e si tengono le udienze generali.
A lungo in stato di abbandono, è solo nel 1844 che il parroco Pierre-Balthazard Chamonin ne avvia il restauro, quando la parrocchia di Cogne ne entra in possesso al posto di André Jourdain, vescovo di Aosta. Tuttavia, le leggi Siccardi del 1850 aboliscono i privilegi goduti fino ad allora dal clero cattolico e la parrocchia si trova espropriata del bene nel 1867.

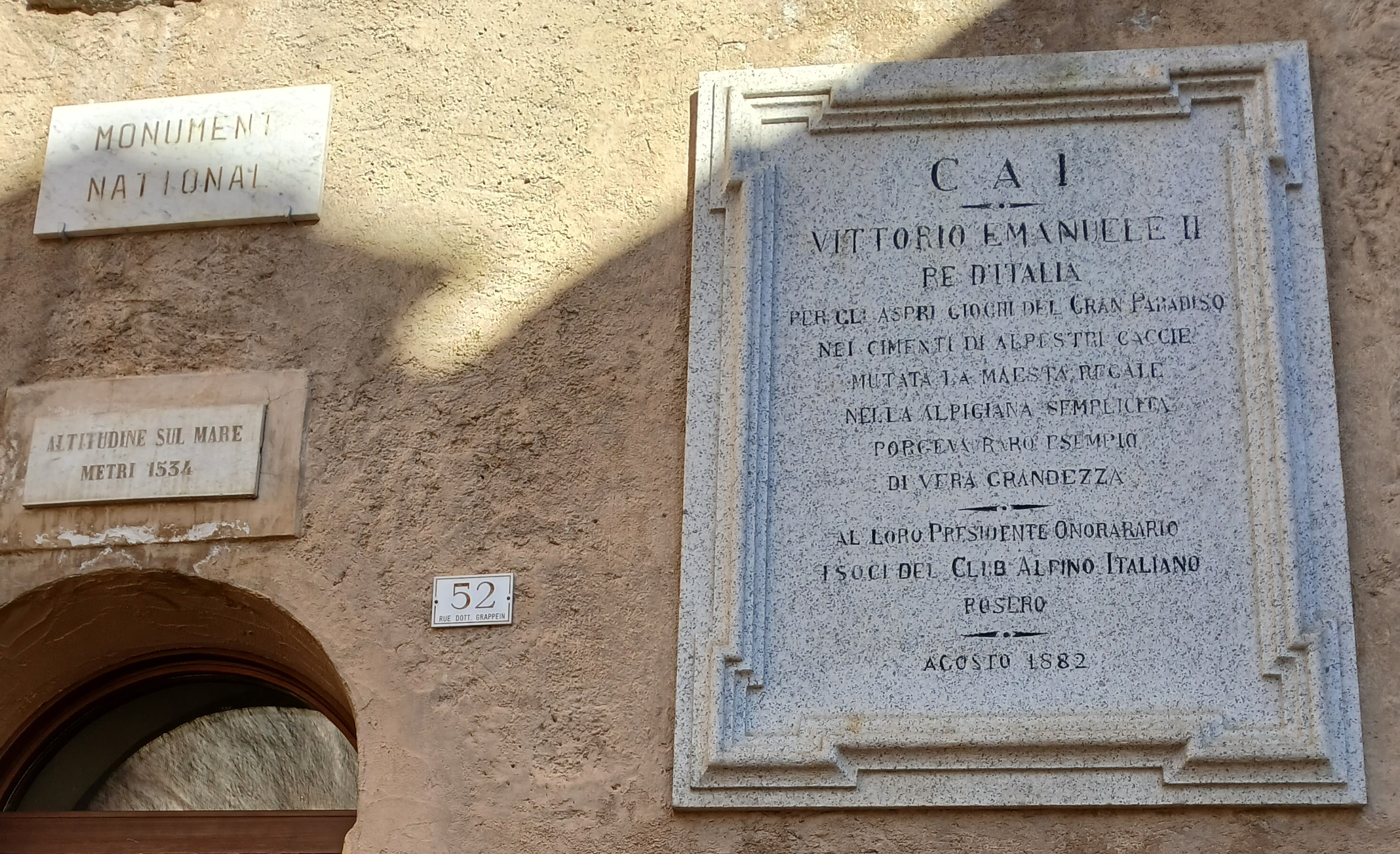
Targa all'ingresso del Castello

Il castello di Cogne è messo all'asta nel 1873, ed è aggiudicato ad un rappresentante reale. Vittorio Emanuele II, soprannominato le roi chasseur, ne fa una palazzina di caccia per rendersi nella Riserva reale, ossia in quei territori che saranno poi all'origine del Parco nazionale del Gran Paradiso. Il suo successore Vittorio Emanuele III, non altrettanto interessato agli stambecchi, lascia cadere in disuso il castello reale, finché nel 1915 esso è rilevato da privati.
In epoca contemporanea, il castello reale di Cogne diventa un albergo e, successivamente, le suore di San Giuseppe vi tengono una colonia estiva. Oggi è privato ed occupato da appartamenti.
Una lapide sulla facciata lo ricorda come monumento nazionale italiano.